# Asger Lund Christiansen
Asger Lund Christiansen (født 23. maj 1927, død 31. august 1998) var en dansk cellist og komponist. Han er far til fløjtenisten Toke Lund Christiansen.
Uddannet på Det Kongelige Danske Musikkonservatorium med afsluttende eksamen i 1946. Jævnsides med Erling Bløndal Bengtsson var han sin generations mest anerkendte danske cellist. I 1957-1995 spillede han sammen med Tutter Givskov, Mogens Lüdolph og Mogens Bruun i Københavns Strygekvartet og både der og som solist, lærer og organisator har han haft stor indflydelse. Fra 1965-1987 var han først lærer og senere professor ved Det Jyske Musikkonservatorium.
Asger Lund Christiansen skrev også en ganske omfattende mængde kompositioner. Han har skrevet kammermusik, instrumentalmusik og orkesterværker i en oftest neoklassicistisk stil. Hans holdning til samtidens musik gav sig bl.a. udslag i en ordkrig som han startede i foråret 1966 om kvaliteten af moderne kompositionsmusik. Læs om debatten her, (Webside ikke længere tilgængelig) her (Webside ikke længere tilgængelig)
og her (Webside ikke længere tilgængelig). Angrebet var først og fremmest rettet mod DR personificeret i den konstituerede musikchef Mogens Andersen og mod "den unge" generation af komponister med Per Nørgård i spidsen.
I 1970 oprettede Kulturministeriet Komiteen til udgivelse af en dansk musikantologi på plade med Asger Lund Christiansen som formand. Projektet gik under det forkortede navn Dansk Musikantologi eller DMA, og kæmpede i sin levetid med mange vanskeligheder, sygnede hen for til sidst at blive afløst af Selskabet til udgivelse af dansk musik på fonogram og videogram, det som i dag er pladeselskabet DaCapo.

## Musik
- Kvintet for obo og strygere (1978)
- Partita for solocello (1988)
- op. 25 Serenade (blokfløjte og cembalo 1989)
- Dansesuite (blokfløjte og orkester 1991)
- op. 27 Kvintet for 4 fløjter og violoncel (1990)
- op. 34 Oktet for blæsere (1992)
- Trio (fløjte bratsch og cello)